# Tom Douglas
Thomas Stevenson Douglas (geb. in Atlanta) ist ein US-amerikanischer Country-Musiker und Songwriter. Douglas wurde für den Oscar, Golden Globe Award und mehrfach für den Grammy Award nominiert.

## Leben
Douglas stammt aus Atlanta und wurde von seinem Vater musikalisch inspiriert. Nach dem Abschluss des College versuchte Douglas zunächst verschiedene Berufswege. 1994 besuchte er ein Seminar für das Schreiben von Lieder in Austin (Texas) und traf dort Paul Worley, dem er Demo-Tapes einiger Lieder gab. Unter anderem Little Rock. Er erhielt einen Vertrag bei Sony/ATV. Das von Collin Raye gesungene Little Rock erreichte Platz 2 auf den Billboard Hot Country Songs Charts und war sein Durchbruch. Er betätigte sich von nun als Songwriter. Später zog er mit seiner Familie nach Nashville.

## Auszeichnungen (Auswahl)

### Awards
- Academy of Country Music Awards 2019: Auszeichnung für das Video des Jahres für das Video zu Drunk Girl.[2]
- Country Music Association Awards 2010: Ausgezeichnet zusammen mit Allen Shamblin für Song of the Year mit The House That Built Me.[3]

### Nominierungen
- Oscar (2011): Nominierung mit Troy Verges und Hillary Lindsey in der Rubrik Bester Song für Coming Home aus Country Strong (2010).[4]Coming Home wurde im Film von Gwyneth Paltrow gesungen.  Douglas, Lindsay und Verges verloren jedoch gegen Randy Newman mit We Belong Together aus Toy Story 3.[5]
- Golden Globes 2011: Nominierung zusammen mit Tom Douglas und Hillary Lindsey als bester Filmsong für Coming Home in Country Strong.[6] Sie mussten sich aber Diane Warren geschlagen geben, die für You Haven't Seen the Last of Me aus Burlesque ausgezeichnet wurde.[7]
- Grammy Awards:

2009: Nominierung für Best Country Song (I Run To You).
2010: Nominierung für Best Country Song und für Best Song mit The House That Built Me.
2014: Nominierung für Best Country Song mit Meanwhile Back At Mama's.
2018: Nominierung für Best Country Song mit Dear Hate.

- World Soundtrack Awards 2011: Nominierung für das beste Filmlied (Coming Home aus Country Strong).[2]